# Fisjt
De Fisjt (Russisch: Фишт) is een bergpiek, gelegen in het westelijke deel van het Grote Kaukasus-gebergte, in Adygea, Rusland. Het Olympisch Stadion Fisjt is vernoemd naar deze berg. De berg is 2868 meter hoog.